# Nitrome
Nitrome Ltd. (comúnmente conocida como Nitrome) es una compañía de desarrollo de juegos independientes con sede en Londres, Reino Unido. La compañía hace juegos basados en Flash. Sus juegos son reconocibles por el pixel art, el diseño y la apariencia de dibujos animados, junto con un jingle
para el inicio de cada juego. Nitrome fue originalmente iniciado por Mat Annal y Heather Stancliffe, dos diseñadores gráficos, con la intención de crear juegos para teléfonos móviles. En cambio, la empresa comenzó a usar Internet como su principal vía de comunicación y juegos flash que han seguido haciendo desde entonces, haciendo un máximo de dos juegos al mes. Algunos de los juegos de Nitrome se pueden jugar con TOUCHY (programa para usar teléfonos inteligentes como controles). La mayoría de los juegos que se han publicado desde siempre en su sitio web disponen de licencias para ponerlos en otros sitios web.
Uno de sus juegos más populares es Bad Ice Cream, que se creó en 2010.

## Historia
La creación de Nitrome deriva de una conversación entre Mat Annal y Heather Stancliffe en la que Mat sugirió que hicieran un juego para teléfonos móviles. Heather fue vacilante, pero Mat le persuadió de que podría ser una idea exitosa. El sitio web de carácter temporal para su próximo proyecto se inició el 3 de abril de 2005 con una vista previa en vídeo de Chick Flick, su primer juego. El 20 de mayo de 2005, el hermano de Mat, Jon Annal, se unió al equipo para ayudar a Nitrome con el pixel art.

### Origen del nombre
En una entrevista que le hicieron a Mat Annal, reveló que, a la hora de crear Nitrome, quiso darle un nombre inventado que fuera memorable para que, al registrarlo como un nombre de dominio, apareciera en los primeros resultados de las búsquedas.

## Diseño de la página
La página de Nitrome se centra principalmente en la radiodifusión y la publicidad de los juegos que la empresa ha realizado, lo cual es evidente en su diseño. Hay varios enlaces a diferentes juegos de la página y un pase de diapositivas en la primera página que muestra un vídeo de cada uno de los dieciséis juegos más recientes. 
El sitio web permite al usuario seleccionar un fondo para ver la página a partir de una elección de invierno, retro, de horror, de fiesta, clásico, otro de invierno, una fábrica, templo del hielo, del NES (Nitrome Enyoiment Sistem), de guerra, del nuevo Nitrome 2.0 y el último de sus 100 juegos sacados. Los usuarios tienen la opción de guardar el fondo que hayan seleccionado, o el fondo que Nitrome haya lanzado últimamente. El fondo  más reciente, «Icebreaker», hace referencia al juego Icebreaker para iOS.
En 2011 Nitrome Lanzó un nuevo diseño de su página 2.0 mejorando la forma de seleccionar los juegos y otras opciones.

## Juegos
Antes de la nueva remodelación hecha en Nitrome, los juegos se clasificaban de la siguiente manera:
- Hot games: eran los dieciséis juegos más recientes, y los considerados más populares;
- Main games: en esta categoría se contenían todos los juegos de Nitrome;
- Mini games: aquí había juegos de Nitrome que generalmente constaban de un solo nivel;
- Multiplayer games: había en esta categoría todos los juegos de Nitrome que podían jugarse de dos o más jugadores;

Actualmente, la página de Nitrome Limited contiene a sus juegos dentro de las siguientes categorías, en la sección «GAMES»:
- ALL GAMES: se incluyen todos los juegos de Nitrome;
- MULTIPLAYER: se incluyen únicamente los juegos para dos o más jugadores;
- HEARTED: se incluyen los juegos más populares, aquellos a los que los usuarios les han tildado con corazones, juntando una mayoría;
- TOUCHY: se incluyen los juegos que están disponibles en iPod, iPad, iPhone y Android;
- DEMOS: se incluyen los juegos que tienen una demostración;

También han figurado en el actual diseño de Nitrome las siguientes categorías:
- GREATEST: se incluyen los juegos más jugados.
- WINTER: esta categoría se ha incluido hace poco en la página de Nitrome, reemplazando a la pestaña «GREATEST». En esta nueva pestaña se incluye una selección de juegos de Nitrome con escenarios invernales tales como Avalanche, Jack Frost, Bad Ice Cream entre otros.

Nitrome ha hecho algunos de los juegos de arcade para MTV, y para Miniclip. La compañía también ha hecho publicidad de juegos, que, a diferencia de lo anterior, se hace para anunciar un producto o servicio.
La mayoría de los juegos se dividen en niveles (por lo general entre 20 y 50), y también existe la opción de reproducir cualquier nivel que los jugadores hayan completado, incluso si lo han perdido. Algunos juegos también tienen el concepto de jefes de nivel, enemigos más fuertes y difíciles de derrotar que los normales. 
Al inicio de 2009, Nitrome anunció que 20 juegos se han realizado en el 2008. El 24 de noviembre de 2011 Nitrome lanzó su juego número 100, titulado «Nitrome Must Die» (en español: «Nitrome Debe Morir»).

## Trabajadores
Nitrome comenzó con solo dos miembros, Mat Annal y Heather Stancliffe, pero en la actualidad emplea a diez personas. La mayoría de sus juegos se crean en los dos equipos, un equipo que crea arte y el otro programación. El diseño del juego y el nivel de creación es compartido entre los dos equipos. Por último, se añade la música. Normalmente el tiempo de crear cada juego tarda 1 mes. Todos los juegos son supervisados por Mat Annal y Heather Stancliffe.
| Nombre             | Arte | Diseño | Ideas de Juego | Música | Programación |
| ------------------ | ---- | ------ | -------------- | ------ | ------------ |
| Mat Annal          | Sí   | Sí     | Sí             | No     | No           |
| Heather Stancliffe | No   | Sí     | No             | No     | Sí           |
| Lee Nicklen        | No   | No     | No             | Sí     | No           |
| Simon Hunter       | Sí   | Sí     | Sí             | Sí     | No           |
| Chris Burt-Brown   | No   | Sí     | No             | No     | Sí           |
| Dave Cowen         | Si   | Sí     | Sí             | Sí     | No           |
| Aaron Steed        | No   | Sí     | No             | No     | Sí           |
| Jon Annal          | Sí   | Sí     | No             | No     | No           |
| Markus Heinel      | Sí   | Sí     | Sí             | No     | No           |
| Carl Trelfa        | No   | No     | No             | No     | Sí           |

## Publicidad y lucración en el sitio
Debido a que los juegos de la página web son gratuitos y accesibles para todo el mundo, Nitrome recibe sus ganancias a partir de la publicidad de otros sitios web, ya sea sobre páginas web con juegos en línea o la publicidad que aparece durante la carga del juego. Últimamente se ha agregado a los juegos más recientes un nuevo sistema que involucra a la compañía Mochimedia llamado Mochicoins, que les proporciona un sistema para que el usuario pueda pagar por aspectos distintos en los juegos, ya sean niveles nuevos o modos distintos de interactuar con el juego. Sumándole a esto, los servicios que ofrece Nitrome (licencias de los juegos) les hacen obtener ganancias.